# Kayseri Erciyesspor
Kayseri Erciyesspor (vollständig: Kayseri Erciyesspor Kulübü) war ein türkischer Fußballverein aus der zentralanatolischen Stadt Kayseri. Die Mannschaft hatte in Anlehnung an seine Vereinsfarben blau-schwarz den Spitznamen „Mavi Ejder“ (deutsch Blauer Drache). Der Namenszusatz Erciyes bezog sich auf den Erciyes-Berg, eines der wichtigsten Wahrzeichen Kayseris. Der Berg ist im Vereinswappen eingebettet und begründete auch die gewählten Vereinsfarben. Während Schwarz das Gestein des Berges darstellt, symbolisierte Blau den Himmel und die dritte Vereinsfarbe Weiß stellte die Schneekuppel des Berges dar.
Der Verein spielte in den 2000er und 2010er Jahren insgesamt vier Spielzeiten in der Süper Lig. In der Ewigen Tabelle der Süper Lig liegt der Verein auf dem 51. Platz. Damit war der Verein nach dem Traditionsverein Kayserispor der zweite Verein aus der Provinz Kayseri, der in der höchsten türkischen Spielklasse Süper Lig tätig war. Der größte Erfolg der Vereinsgeschichte war das Erreichen des türkischen Pokalfinales in der Pokalsaison 2006/07.

## Geschichte

### Gründung
Die Vereinsgeschichte von Kayseri Erciyesspor war auf der vereinseigenen Homepage widersprüchlich und undurchsichtig dokumentiert und änderte sich mehrfach. Laut Verein wurde ein Klub namens Erciyesspor zum ersten Mal bereits 1932 gegründet. Inwiefern dieses historische Erciyesspor mit dem aktuellen Verein in Verbindung steht, wird nicht erwähnt. Wegen dieses historischen Vereins gab der Verein als Gründungsjahr in seinem Logo 1932 an, während bis in die 2010er Jahre noch 1966 als Gründungsjahr im Logo geführt wurde.
1966 fusionierten dann die Vereine Erciyesspor, Ortaanadoluspor und Sanayispor zu dem Verein Kayserispor. Dabei ist nicht geklärt, ob das Erciyesspor, welches 1966 in der Klubfusion aufging, das Kayserispor ist, welches 1932 gegründet wurde. Ferner ist auch nicht geklärt, ob mit dem 1966 gegründeten Verein das aktuell vorhandene Kayserispor gemeint ist. Die Fusion 1966 gleicht allerdings der Vereinsgründung von dem existierenden Kayserispor sehr. In der zweiten Hälfte der 1980er Jahre nannte sich der Klub dann in Kayseri Emniyetspor Erciyesspor (deutsch Kayseri Sportverein der Polizei Erciyes) um. Der Verein Kayseri Emniyetspor Erciyesspor spielte dann bis in die 1980er Jahre in der regionalen Amateurliga. Wie und wann die Abspaltung vom historischen oder jetzigen Kayserispor passierte, wird nicht näher erläutert.

### Einstieg in den Profifußball
In den Jahren 1984 bis 1987 verfehlte der Klub nach eigenen Angaben den Aufstieg in die 3. Futbol Ligi, der dritthöchsten und damals untersten Spielklasse im türkischen Profifußball. Zur Saison 1988/89 erreichte der in der Zwischenzeit nur zu Kayseri Emniyetspor bzw. Kayseri Emniyet SK umbenannte Verein den Aufstieg in die 3. Futbol Ligi und beendete seine erste Saison in der 3. Liga auf dem 12. Tabellenplatz. Während dieser Saison entschied die Zentralbehörde der türkischen Polizei, die „Emniyet Genel Müdürlüğü“ (deutsch Generaldirektion für Sicherheit), dass die in den Profiligen tätigen Polizeifußballvereine sich aus diesen Ligen zurückziehen sollen. Durch die Bemühungen des Polizeichefs von Kayseri, Yaşar Gökışık, wurde der Verein bis zum Saisonstart 1989/90 in einen privat geführten Verein umgewandelt, in Kayseri Erciyesspor bzw. kurz Erciyesspor umbenannt und mit den Vereinsfarben Schwarz-Weiß umgeändert. Unter diesem Namen beendete der Klub die Saison 1989/90 auf dem 10. Tabellenplatz.

### Die Drittligajahre, mehrfache Namensänderungen und Aufstieg in die 2. Futbol Ligi
Vor seiner vierten Drittligasaison fusionierte der Kayseri Erciyesspor mit Kayseri Büyükşehir Belediyespor, dem Fußballverein der Großstadtverwaltung der Stadt Kayseri, zu Büyükşehir Belediye Erciyesspor, kurz BB Erciyesspor, änderte seine Farben in Blau-Schwarz um. In der ersten Saison unter dem Namen BB Erciyesspor, der Saison 1992/93, lieferte sich Erciyesspor mit Hatayspor über die ganze Saison ein Kopf-an-Kopf-Rennen um die Drittligameisterschaft und um den Aufstieg in die 2. Futbol Ligi. Gegen Saisonende wurde der Anschluss an Hatayspor und die Liga auf dem 2. Tabellenplatz beendet.
Zur Saison 1996/97 wurde der ursprüngliche Name Kayseri Erciyesspor wieder angenommen. Bereits ein Jahr später wurde der Klub an die Stadtverwaltung von Melikgazi, eine Stadt und ein Landkreis in der türkischen Provinz Kayseri, verkauft. Die Stadtverwaltung änderte den Namen in Melikgazi Belediyesi Erciyesspor (deutsch Melikgazi Stadtverwaltungssportverein Erciyes). Unter diesem Namen spielte der Verein die nächsten zwei Spielzeiten lang.
Im Sommer 1999 kaufte der ortsansässige Geschäftsmann Hacı Boydak und Besitzer der Boydak Holding den Klub auf, holte ihn wieder nach Kayseri, nannte ihn in Hacılar Erciyesspor um und änderte die Vereinsfarben zu Blau-Gelb. In der ersten Saison mit diesem Namen, der Saison 1999/2000, spielte Erciyesspor über die gesamte Saison um die Meisterschaft mit, beendete die Saison als Meister und stieg dadurch zum ersten Mal in der Vereinsgeschichte in die 2. Futbol Ligi auf.

### Die ersten Zweitligajahre, erneute Namensänderung und Abstieg in die 3. Liga
In die 2. Futbol Ligi aufgestiegen, beendete der Klub die erste Hälfte der Zweitligasaison 2000/01 auf dem 1. Platz der Qualifikationsrunde und qualifizierte sich für die Aufstiegsrunde, die in der zweiten Hälfte der Saison gespielt wurde. Hier wurde der Verein Tabellensechster und verfehlte den Aufstieg in die Süper Lig, die höchste türkische Spielklasse.
2001 traf sich der Bürgermeister von Kayseri Mehmet Özhaseki mit dem Klubinhaber Hacı Boydak und überredete ihn dazu, seinen Klub in Gemeinschaft mit Kayserispor zu vereinen und so einen konkurrenzfähigen Verein zu bilden. So wurden mehrere Spieler von Erciyesspor an Kayserispor übergeben. Mit den verbleibenden Spielern und Nachwuchsspielern beider Vereine wurde dann die Mannschaft von Erciyesspor zusammengestellt. Dieser Verein wurde dann von Hacılar Erciyesspor wieder in Kayseri Erciyesspor umbenannt und die Vereinsfarben wieder in Schwarz-Blau abgewandelt.
Die Saison 2001/02 beendete der neu formierte Klub unter dem Trainer Mustafa Uğur auf dem 18. Platz und stieg in die 3. Liga ab.

### Rückkehr in die 2. Liga
Trotz Abstieg behielt der Klub Mustafa Uğur als Trainer. Dieser führte dann die Mannschaft zur Drittligameisterschaft und damit zum direkten Wiederaufstieg in die 2. Liga.

### Aufstieg in die Süper Lig, Erreichen des Pokalfinales und Abstieg
In der Zweitligasaison 2004/05 beendete der Verein die Liga auf dem 3. Tabellenplatz und erreichte so die erste Erstligateilnahme an der Süper Lig. Der Verein hatte bereits in der Vorsaison die Vizemeisterschaft der 2. Liga erreicht, sich mit der Stadtverwaltung Kayseri zu wichtigen Schritten entschieden: Zum einen wurden im Sommer 2004 die Wettbewerbsrechte an den Partnerverein Kayserispor übergeben. Dies wurde bewerkstelligt, indem beide Vereine ihre Namen und Vereinsfarben austauschten. Beide Veränderungen waren eine Maßnahme dazu, dass man trotz des errungenen Aufstiegs in die 1. türkische Liga den Stadtrivalen aufstiegen ließ. Kurz vor Beginn der Winterpause der Saison 2006/07 wurde Bülent Korkmaz als neuer Cheftrainer verpflichtet. Kayseri Erciyesspor erreichte mit Korkmaz zum ersten Mal in der Vereinsgeschichte einer Mannschaft aus Kayseri das türkische Pokalfinale. Im Finale scheiterten die Zentralanatolier unglücklich in der Verlängerung gegen den späteren Vizemeister Beşiktaş Istanbul. Durch die Pokalendspielteilnahme qualifizierte sich der Verein zum ersten Mal in seiner Vereinsgeschichte für den UEFA-Pokal. Trotz dieses Erfolges unter dem Trainer Korkmaz wurde man nur 17. und stieg ab.

### Rückkehr in die Süper Lig
Zur Saison 2012/13 wurde Osman Özköylü als neuer Cheftrainer eingestellt und entsprechend seinen Wünschen wurden mehrere Spieler verpflichtet. Diese neugeformte Mannschaft setzte sich früh an der Tabellenspitze fest und führte mit einigen wenigen Rückschlägen die Tabelle souverän bis zum Saisonende an. Am Ende stieg man als Meister der Zweitligasaison 2012/13 nach sieben Jahren wieder in die Süper Lig auf.
Trotz dieses Erfolges entschied sich die Vereinsführung, nicht weiter mit dem Meistertrainer Özköylü zu arbeiten, und ersetzte diesen durch den belgisch-türkischen Trainer Fuat Çapa. Dieser hatte sich mit progressiven Mitteln in den letzten Jahren in der Türkei einen Namen gemacht. Unter Çapa erwischte der Klub einen schlechten Start in die Saison und beendete die Hinrunde mit zwölf Punkten auf dem letzten Tabellenplatz. Aufgrund dieser Entwicklungen wurde der Vertrag mit Çapa nach gegenseitigem Einvernehmen aufgelöst und der als Abstiegskampfspezialist bekannte Deutsch-Türke Hikmet Karaman verpflichtet. Obwohl dem Verein von der Fachpresse nicht viel Chancen auf den Klassenerhalt eingeräumt wurden, holte die Mannschaft unter Karaman 25 Punkte und schaffte damit souverän den Klassenerhalt. Trotz dieses Erfolges wurde Karamans zum Saisonende auslaufender Vertrag nicht verlängert.

### Unruhige Saison und Abstieg in die TFF 1. Lig
Zur Saison 2014/15 stellte der Klub wieder Bülent Korkmaz als Cheftrainer ein, jenen Trainer, mit dem der Klub sieben Jahre zuvor das türkische Pokalfinale und damit den bis dato größten Erfolg der Vereinsgeschichte erreicht hatte. Obwohl Korkmaz lange Zeit nach dieser Pressemitteilung um seine Verpflichtung keinen offiziellen Vertrag unterschrieben hatte, betreute er die Mannschaft bereits beim vorsaisonalen Vorbereitungscamp und wurde auf der Vereinshomepage als Cheftrainer geführt. Der Klub unterschrieb mit dem Bauunternehmen Suat Altın İnşaat ein Name-Sponsoringvertrag. Danach wird der Klub für die Vertragsdauer den Firmennamen in seinem Vereinsnamen mitführen und demzufolge Suat Altın İnşaat Kayseri Erciyesspor heißen.
Korkmaz gelang es nicht, den von seinem Vorgänger Karaman erreichten Positivtrend fortzusetzen. Zwar spielte die Mannschaft gut und holte aus den ersten neun Spielen einen Sieg, sechs Unentschieden und nur zwei Niederlagen, jedoch befand sie sich in der Abstiegsregion. Nach der 1:2-Heimniederlage gegen den direkten Abstiegskonkurrenten Eskişehirspor vom 10. Spieltag wurde Korkmaz von seinem Amt als Cheftrainer entbunden. Auf Korkmaz folgte der Deutschtürke Uğur Tütüneker. Dieser trat nach fünf Spieltagen, in denen sein Team zwei Unentschieden und drei Niederlagen erlebte, als Cheftrainer zurück. Die Vereinsführung reagierte auf diesen Rücktritt mit der Verpflichtung von Mehmet Özdilek. Auch dieser Trainer verfehlte den erhofften Aufwärtstrend und trat infolgedessen Ende März 2015 von seinem Amt zurück. Als vierten Cheftrainer der Saison stellte der Klub Fatih Tekke und gab diesem die erste Trainertätigkeit seiner Karriere. Der unerfahrene Neuling stand mit seiner Mannschaft nach dem 32. Spieltag nach vier Niederlagen und drei Unentschieden als erster Absteiger der Saison fest. Durch diesen verfehlten Klassenerhalt kehrte der Verein bereits nach zwei Spielzeiten wieder in die TFF 1. Lig zurück.
Anfang Juni 2015 teilte der Verein mit, dass der Name-Sponsoringvertrag mit dem Bauunternehmen Suat Altın İnşaat beendet sei und der Verein fortan wieder nur Kayseri Erciyesspor heißen werde.
Vor dem Saisonende 2014/15 erhielt Erciyesspor zusammen mit fünf weiteren Süper-Lig-Klubs über den türkischen Fußballverband die Mitteilung, dass die UEFA dem Verein im Falle einer Europapokal-Qualifikation aufgrund der undurchsichtigen Finanzlage keine Europapokal-Teilnahme zulassen werde.

### Neuzeit
Im Sommer 2016 verfehlte der Verein den Klassenerhalt in der TFF 1. Lig und stieg damit innerhalb von zwei Jahren von der Süper Lig in die TFF 2. Lig ab. Nach zwei weiteren Abstiegen wurde der Verein 2018 aufgelöst.

## Chronologische Reihenfolge der Vereinsnamensänderungen
- 1988–1989: Kayseri Emniyetspor bzw. Kayseri Emniyet SK[4]
- 1989–1992: Kayseri Erciyesspor
- 1992–1996: Büyükşehir Belediye Erciyesspor bzw. kurz BB Erciyesspor
- 1996–1997: Kayseri Erciyesspor
- 1997–1999: Melikgazi Belediyesi Erciyesspor
- 1999–2001: Hacılar Erciyesspor
- 2001–2014: Kayseri Erciyesspor
- 2014–2015: Suat Altın İnşaat Kayseri Erciyesspor 1 (kurz SAİ Kayseri Erciyesspor)
- seit 2015: Kayseri Erciyesspor

## Erfolge
- Meister der TFF 2. Lig: 1999/2000, 2002/03
- Aufstieg in die TFF 1. Lig: 1999/2000, 2002/03
- Meister der TFF 1. Lig: 2012/13
- Vizemeister der TFF 1. Lig: 2003/04 1
- Dritter der TFF 1. Lig: 2004/05
- Aufstieg in die Süper Lig: 2003/04 2, 2004/05, 2012/13
- Türkischer Pokalfinalist: 2006/07

## Ligazugehörigkeit
- 1. Liga: 2005–2007, 2013–2015
- 2. Liga: 1999–2002, 2003–2005, 2007–2013, 2015–2016
- 3. Liga: 1988–1999, 2002–2003, 2016–2017
- 4. Liga: 1988–1999, 2002–2003, 2017–2018
- Regionale Amateurliga: bis 1988

## Rekordspieler
| Rang                 | Name               | Einsätze | Zeitraum  |
| -------------------- | ------------------ | -------- | --------- |
| 01.                  | Cenk İşler         | 63       | 2005–2007 |
| 02.                  | Timuçin Bayazıt    | 62       | 2005–2007 |
| 03.                  | Emre Toraman       | 56       | 2005–2007 |
| 04.                  | Gökhan Kök         | 52       | 2005–2007 |
| 05.                  | Serge Dié          | 50       | 2005–2007 |
| 06.                  | İlhan Özbay        | 48       | 2005–2007 |
| 06.                  | Murat Yıldırım     | 48       | 2013–2015 |
| 07.                  | Khaled Fadhel      | 45       | 2005–2007 |
| 08.                  | Cenk Ahmet Alkılıç | 42       | 2013–2015 |
| 08.                  | Riadh Bouazizi     | 42       | 2005–2007 |
| 09.                  | Edinho             | 41       | 2013–2015 |
| 09.                  | Gökhan Değirmenci  | 41       | 2005–2007 |
| 10.                  | Cem Can            | 40       | 2013–2015 |
| Stand: 22. März 2016 |                    |          |           |

| Rang                 | Name               | Tor | Einsätze | Tor/Spiel |
| -------------------- | ------------------ | --- | -------- | --------- |
| 01.                  | Cenk İşler         | 27  | 63       | 0,27      |
| 02.                  | Edinho             | 21  | 41       | 0,51      |
| 03.                  | Sdrawko Lasarow    | 9   | 31       | 0,29      |
| 04.                  | Jacques Zoua       | 8   | 23       | 0,35      |
| 05.                  | Björn Vleminckx    | 7   | 43       | 0,16      |
| 06.                  | Yasin Öztekin      | 6   | 28       | 0,21      |
| 06.                  | İlhan Özbay        | 6   | 48       | 0,13      |
| 07.                  | Victor Agali       | 5   | 30       | 0,17      |
| 08.                  | Senijad Ibričić    | 4   | 31       | 0,13      |
| 06.                  | Oğulcan Çağlayan   | 3   | 11       | 0,27      |
| 06.                  | Royston Drenthe    | 3   | 11       | 0,27      |
| 06.                  | Cenk Ahmet Alkılıç | 3   | 42       | 0,07      |
| 06.                  | Timuçin Bayazıt    | 3   | 62       | 0,05      |
| Stand: 22. März 2016 |                    |     |          |           |

## Ehemalige bekannte Spieler
- Victor Agali
- Burak Akdiş
- Murat Akın
- Cenk Ahmet Alkılıç
- Necati Ateş
- Yalçın Ayhan
- Randall Azofeifa
- Timuçin Bayazıt
- Riadh Bouazizi
- John Boye
- Mehmet Eren Boyraz
- Oğulcan Çağlayan
- Cem Can
- Radomir Đalović
- Gökhan Değirmenci
- Serge Dié
- Royston Drenthe
- Kürşat Duymuş
- Edinho
- Khaled Fadhel
- Yiğit Gökoğlan
- Serdar Gürler
- Senijad Ibričić
- Cenk İşler
- Sinan Kaloğlu
- Anıl Karaer
- Gökhan Kök
- Sdrawko Lasarow
- Georges Mandjeck
- Barış Memiş
- İlhan Özbay
- Yasin Öztekin
- İlhan Parlak
- Mustafa Sarp
- Júlio César
- Yacouba Sylla
- Emre Toraman
- Bakaye Traoré
- Ali Turan
- Orkun Uşak
- Björn Vleminckx
- Murat Yıldırım
- Jacques Zoua

## Trainer (Auswahl)
- Fuat Yaman (Oktober 2001 – Januar 2002)
- Werner Lorant (Oktober 2006 – Januar 2007)
- Bülent Korkmaz (Januar 2007 – Mai 2007)
- Mehmet Bulut (August 2007 – Oktober 2008)
- Mustafa Uğur (Oktober 2008 – Februar 2009)
- Osman Yozgat (Februar 2009 – Mai 2009)
- Mustafa Altındağ (August 2009 – Dezember 2009)
- Mitat Eryıldırım 5 (Dezember 2009)
- Zekeriya Altıparmak (Januar 2010 – März 2011)
- Ergün Penbe (März 2011 – Mai 2011)
- Fikret Yılmaz (Juni 2011 – Januar 2012)
- Kemalettin Şentürk (Januar 2012 – Mai 2012)
- Osman Özköylü (Juni 2012 – Mai 2013)
- Fuat Çapa (August 2013 – Dezember 2013)
- Hikmet Karaman (Dezember 2013 – Mai 2014)
- Bülent Korkmaz (Juli 2014 – November 2014)
- Mustafa Şimşek Özkeş 5 (November 2014 – Dezember 2014)[19]
- Uğur Tütüneker (Dezember 2014 – Januar 2015)
- Mehmet Özdilek (Januar 2015 – März 2015)
- Fatih Tekke 6 (März 2015 – Mai 2015)
- Alaaddin Demirözü 7 (März 2015 – Oktober 2015)
- Timuçin Bayazıt 7 (Oktober 2015 – März 2016)
- Sait Karafırtınalar (März 2016 – )